# Номенклатура на Международния съюз за чиста и приложна химия
Номенклатурата на IUPAC (IUPAC nomenclature) е химична номенклатура, разработена и поддържана под покровителството на Международния съюз за чиста и приложна химия (IUPAC).
Правилата за именуване на органични и неорганични съединения се съдържат в две публикации, познати като „Синя книга“ и „Червена книга“. Трета публикация, известна като „Зелена книга“, описва препоръките за използване на символи за физически количества (в сдружение с IUPAP), а четвърта, „Златна книга“ съдържа дефиниции на голям брой технически термини, използвани в химията. Подобни предписания съществуват и за биохимията  и макромолекулярната химия. Тези книги се допълват от по-кратки препоръки за специални условия, които се публикуват периодично в списанието Pure and Applied Chemistry.

## Химична номенклатура

### История
Още преди химията да бъде утвърдена като наука, дейността на алхимиците и развитието на занаятите са довели до създаване на голям брой наименования за описание на редица химични съединения. Тези наименования обаче дават малко информация за състава на съединенията. Номенклатурната система е създадена в началния период на утвърждаването на химичната наука от Луи-Бернар Гитон де Морво през 1782 г. Той обосновава основната цел на тази номенклатура като създаване на „общ метод за наименуване, който да подпомогне ума и да облекчи паметта“. Системата е разширена в сътрудничество с Лавоазие, Клод Луи Бертоле и Антоан дьо Фуркруа и е популяризирана от Лавоазие. По-късно Берцелиус подкрепя идеите на Лавоазие и адаптира номенклатурата за германските езици, разширява я и добавя много нови термини. Тази номенклатура е създадена преди атомната теория на Джон Далтон и е основана на идеята, че елементите образуват съединения с кислорода, а оксидите могат да реагират един с друг, като образуват соли. Названията, съставени от две думи, до известна степен наподобяват бинарната система, въведена от Карл Линей за растителни и животински видове.
Когато атомната теория се е развила достатъчно, за да могат записвани специфични формули за различните оксиди и другите бинарни съединения, и наименованията, отразяващи повече или по-малко точно състава им, стават общоприети, но не са били приети наименования, посочващи състава на оксосолите. До края на 19 век броят на неорганичните съединения нараства значително, но основната част на номенклатурата не претърпява големи изменения. При необходимост, номенклатурата се е развивала по-скоро чрез разширяване, отколкото чрез систематизация.
Когато Арениус открива съществуването на йоните, се налага и тяхното наименуване, но е било прието, че не е необходимо създаването на нова номенклатура за солите. Катионите били назовавани чрез името на съответния метал, а анионите – чрез модифицирано название на неметалната част.
Заедно с координационната теория, Алфред Вернер предлага и номенклатура за координационните съединения, която възпроизвежда състава им, а в някои случаи и структурата им. Системата на Вернер за координационните съединения е изцяло адиативна, тъй като названията на лигандите са следвани от името на централния атом. Тази номенклатура използва също дескриптори и локанти. Адиативната номенклатурна система дава възможност за разширяване и адаптиране към нови съединения и е приложима в други области на химията.

### Цели
Главната цел на химичната номенклатура е да даде методология за създаване на дескриптори (названия и формули) за химичните вещества, за да могат те да бъдат еднозначно идентифицирани и по този начин да бъде улеснено общуването между химиците. Допълнителна цел е постигане на уеднаквяване.
При създаването на химична номенклатура трябва да се вземат предвид и обществените нужди и обикновената употреба. В някои случаи единственото изискване е да се идентифицира дадено вещество. Това е било основното изискване на химичната номенклатура до края на 18 век. Днес определени групи специалисти използват тривиални названия и съкращения. Това обаче не е номенклатура в съвременния си смисъл, тъй като такива имена не дават информация за състава и структурата на съединенията. За да бъде максимално полезна, номенклатурната система трябва да бъде разбираема, недвусмислена и обща. Поради това ненужната употреба на тривиални наименования и съкращения в официалния научен незик не се препоръчва.

### Функции
Първото ниво от изисквания към номенклатурата, като се изключат изцяло тривиалните наименования, е да дава, до известна степен, систематична информация за съединението, но не и за състава му. Повечето от обикновените имена на оксокиселините (например сярна киселина) и техните соли са от този тип. Такива имена се определят като „полусистематични“. Това са приемливи наименования на широко използвани съединения и са разбираеми от химиците, но за хората с ограничени химични познания те не дават информация.
Когато в съответствие с общите правила, наименованието дава възможност за определяне на стехеометричната формула на дадено съединение, то става напълно „систематично“.
За да може с наименованието да бъде давана и триизмерна структура на съединението, систематизацията на номенклатурата е разширена до трето ниво на сложност.
Четвъртото ниво на изискване към номенклатурата може да бъде полезно при съставяне и използване на указатели. Тъй като както съставителят, така и ползвателят биха били затруднени от същестуването на повече имена за дадено вещество, необходимо е да се разработят систематични йерархични правила, чрез които на дадено съединение да бъде давано само едно наименование.